# The Lady Takes a Sailor
The Lady Takes a Sailor is een Amerikaanse filmkomedie uit 1949 onder regie van Michael Curtiz.

## Verhaal
Jennifer Smith leidt een bedrijf en ze beschouwt haar eerlijkheid als haar grootste troef. Wanneer ze op een dag een boottochtje maakt, wordt die tot zinken gebracht door een duikboot, die bestuurd wordt door Bill Craig. Het gaat om een geheim prototype. Craig tracht Smith in diskrediet te brengen.

## Rolverdeling
| Acteur          | Personage       |
| --------------- | --------------- |
| Jane Wyman      | Jennifer Smith  |
| Dennis Morgan   | Bill Craig      |
| Eve Arden       | Susan Wayne     |
| Robert Douglas  | John Tyson      |
| Allyn Joslyn    | Ralph Whitcomb  |
| Tom Tully       | Henry Duckworth |
| Lina Romay      | Racquel Riviera |
| William Frawley | Oliver Harker   |